# Fabian Döring (Radsportler)
Fabian Döring (* 15. Januar 1986 in Freiburg im Breisgau) ist ein deutscher Paracycler.

## Sportlicher Werdegang
2009 wurde bei Fabian Döring Knochenkrebs diagnostiziert. Nach Operation und Chemotherapie war sein rechter Fuß versteift, und er trägt seitdem eine Orthese am Bein. Schon vor seiner Erkrankung war Döring als Radsportler aktiv, seit 2011 als Paracycler in der Klasse C4.
2021 errang Döring bei den Straßeneuropameisterschaften die Silbermedaille im Einzelzeitfahren, und im Jahr darauf ebenfalls Silber im Scratch-Rennen bei den UCI-Paracycling-Bahnweltmeisterschaften.

## Erfolge

### Straße
2021
- Europameisterschaft – Zeitfahren

### Bahn
2022
- Weltmeisterschaft – Scratch